# Scott Wolf

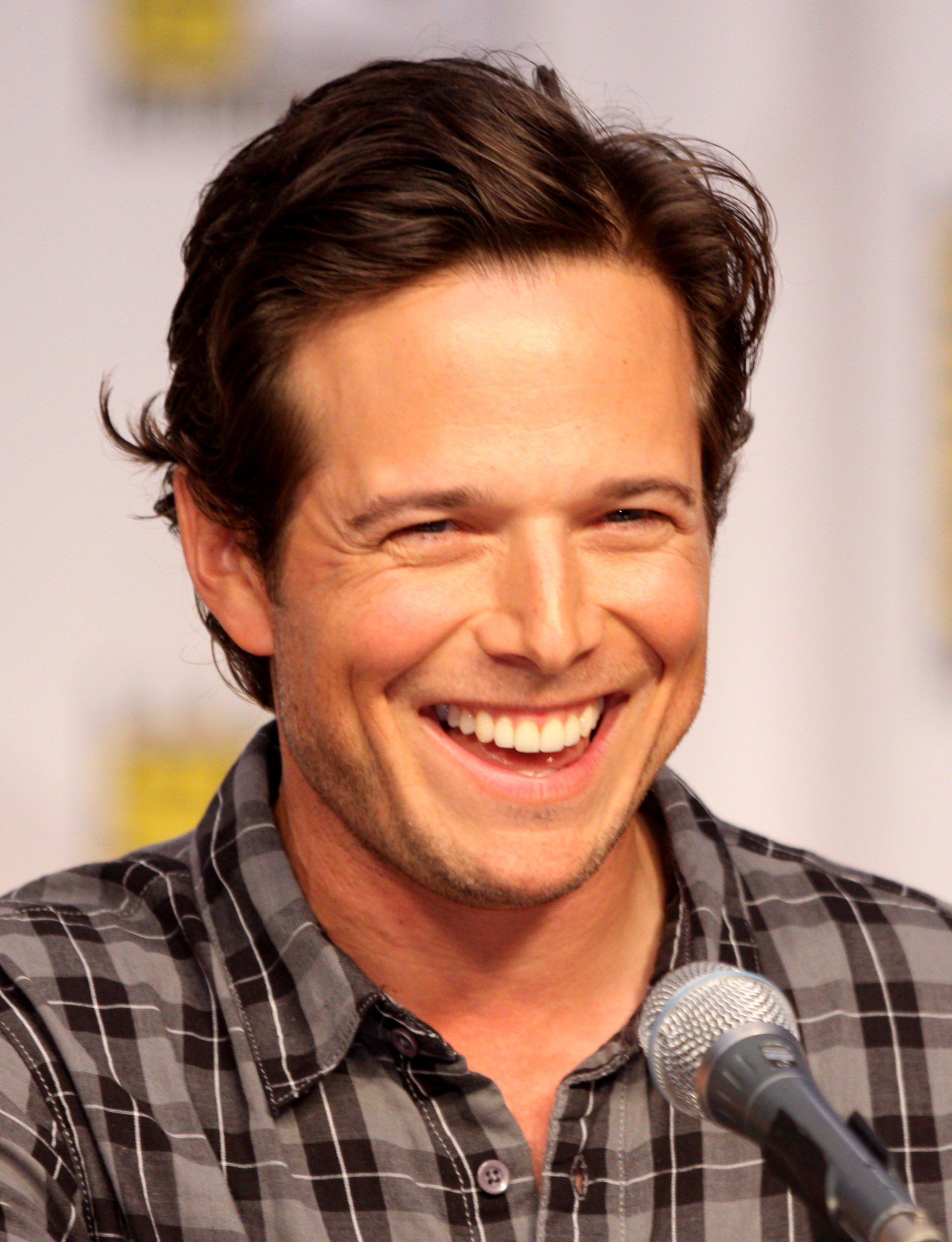
Scott Wolf (2009)

Scott Richard Wolf (* 4. Juni 1968 in Boston, Massachusetts), auch als D. Scott Wolf bekannt, ist ein US-amerikanischer Schauspieler.

## Leben
Aufgewachsen in West Orange, New Jersey, studierte Wolf bis 1988 an der George Washington University Finanzwesen. Gegen Ende des Studiums wurde er für den Film entdeckt.
In Deutschland wurde Scott Wolf vor allem durch seine Rolle in der Jugendserie Party of Five über eine Geschwisterschar, die nach dem Tod ihrer Eltern alleine zurechtkommen müssen, bekannt. In der zweiten Hälfte der 90er Jahre trat er auch in mehreren Kino-Spielfilmen auf. Zu den bedeutendsten Filmen dieser Zeit gehören White Squall – Reißende Strömung von Ridley Scott, in dem er als Erzähler und als einer der Überlebenden eines realen Schulschiffunglücks, das sich 1960 ereignete, auftritt sowie Go! Das Leben beginnt erst um 3.00 Uhr morgens von Doug Liman aus dem Jahr 1999. In letzterem konterkarierte er erfolgreich sein Saubermann-Image in der Rolle eines jugendlichen Fernsehstars, der unfreiwillig und widerwillig als Lockvogel für einen Drogenfahnder arbeiten muss.
In dem weitgehend unbekannten, aber ambitionierten Thriller Ohne jeden Ausweg aus dem Jahr 2002 spielt er einen Detective, der die Diagnose erhält, an einer tödlichen Krankheit zu leiden, und danach für sich selbst einen Auftragskiller engagiert.
Von 2004 bis 2006 spielte er in der dritten und vierten Staffel der amerikanischen Fernsehserie Everwood die Rolle des Arztes Jake Hartman. 2006 erhielt er eine der Hauptrollen in der ambitionierten ABC-Serie The Nine – Die Geiseln, in der es um neun Menschen geht, die bei einem Banküberfall als Geiseln genommen wurden. Nach ihrer Freilassung müssen diese mit den Folgen ihres Schicksals fertigwerden. Die Serie startete im September 2006 in den USA, wurde jedoch mangels Zuschauerinteresses vom Sender schon nach wenigen Folgen wieder abgesetzt.
2009 erhielt er dann in der Science-Fiction-Fernsehserie V – Die Besucher die Rolle des Fernsehmoderators Chad Decker. In dieser Rolle war er bis 2011, als die Serie mangels Zuschauerinteresse eingestellt wurde, in allen 22 produzierten Episoden zu sehen.
Seit 2013 ist Wolf in der Kabelserie Perception zu sehen. Während er in der zweiten Staffel noch als Gastdarsteller auftrat, wurde er in der dritten Staffel Teil der Hauptbesetzung. In der Fernsehserie The Night Shift hat Wolf seit 2014 zudem eine Nebenrolle inne.
Scott Wolf war in den 90er Jahren mit Alyssa Milano verlobt. Daraufhin war er mit Paula Devicq liiert. 2004 heiratete er schließlich die Schauspielerin Kelley Limp, mit der er zwei Söhne und eine Tochter hat.

## Filmografie (Auswahl)
- 1993: Teenage Bonnie & Klepto Clyde
- 1994: Double Dragon – Die 5. Dimension (Double Dragon)
- 1994–2000: Party of Five (Fernsehserie, 143 Episoden)
- 1996: White Squall – Reißende Strömung (White Squall)
- 1996: Jahre der Zärtlichkeit – Die Geschichte geht weiter (The Evening Star)
- 1999: Go! Das Leben beginnt erst um 3.00 Uhr morgens (Go)
- 2001: Chaos City
- 2002: Ohne jeden Ausweg (Emmett’s Mark)
- 2004–2006: Everwood (Fernsehserie, 38 Episoden)
- 2006–2007: The Nine – Die Geiseln (The Nine, Fernsehserie, 13 Episoden)
- 2008: CSI: NY (Fernsehserie, Episode 5x08)
- 2009–2011: V – Die Besucher (V, Fernsehserie, 22 Episoden)
- 2011–2012: Navy CIS (NCIS, Fernsehserie, 3 Episoden)
- 2013–2015: Perception (Fernsehserie, 25 Episoden)
- 2014–2017: The Night Shift (Fernsehserie, 35 Episoden)
- 2019: A Christmas Love Story (Fernsehfilm)
- 2019–2023: Nancy Drew (Fernsehserie)
- 2022: Rettungshund Ruby (Rescued by Ruby)